# Ifra Hormizd
Ifra Hormizd, var en iransk drottning av sasanidernas rike, gift med Hormizd II och mor till Shapur II. Hon var regent som ställföreträdare för sin son under hans minderårighet från 309 till 325. 